# Samsung Galaxy A34 5G
O Samsung Galaxy A34 5G é um smartphone Android desenvolvido e fabricado pela Samsung Electronics. Faz parte da série Galaxy A, que é voltada para o mercado intermediário. A empresa divulgou este telefone no dia 15 de março de 2023.

## Especificações

### Software
O smartphone sai de fábrica com sistema operacional móvel Android 13 com a interface One UI 5.1 da Samsung.